# Краак, Эрих
Эрих Краак (нем. Erich Hugo Otto Friedrich Kraack; 31 июля 1898, Дюрен — 11 декабря 1975, Шильдген, ныне в составе Бергиш-Гладбаха) — немецкий дирижёр и альтист.
Окончил Кёльнскую консерваторию по классу альта у Брама Элдеринга. В молодые годы играл на альте сперва в квартете Вальтера Шульце-Приски, а затем в 1929—1933 гг. в квартете Амара во главе с Ликко Амаром (сменив за пультом Пауля Хиндемита). Одновременно учился дирижированию у Германа Абендрота и в 1934 году заменил его на посту руководителя Кёльнского камерного оркестра. Организовав концерты оркестра в казино в Леверкузене, заметно поправил его финансовое состояние, а вместе с тем возглавил на следующий год и базировавшийся в Леверкузене филармонический оркестр; оставался во главе кёльнского коллектива до 1964 года, леверкузенского — до 1972 года.
Наибольшую известность Крааку принесла его работа с творческим наследием Клаудио Монтеверди. Подготовленная Крааком редакция оперы «Коронация Поппеи» была поставлена в 1963 г. в Венской государственной опере под руководством Герберта фон Караяна. Опубликовал Краак и редакцию другой важнейшей оперы Монтеверди, «Возвращение Улисса» (1959), а первую оперу Монтеверди «Орфей» Краак в 1961 г. поставил в Вуппертале как балет (дирижировал Ханс-Георг Ратьен). Критика расценила редакции Краака неоднозначно, поскольку он значительно модернизировал звучание Монтеверди под влиянием позднеромантической традиции.